# Mewo Chamma
Mewo Chamma (hebräisch מְבוֹא חַמָּה Məvōʾ Chammah, deutsch ‚Zugang zum Warmbad‘, englisch Mevo Hama) ist ein Kibbuz, der 1968 gegründet wurde. Mewo Chamma war die zweite israelische Siedlung, die auf den Golanhöhen gegründet wurde. Der Ort befindet sich im israelischen Nordbezirk. 2018 zählte der Ort 434 Einwohner. Der Name der Siedlung „Tor zur Therme“, bezieht sich auf das nahe gelegene Thermalbad Chammat Gader und wurde der Siedlung vom israelischen Komponisten und Dichter Matityahu Schelem (hebräisch מַתִּתְיָהוּ שֶׁלֶם) gegeben.